# Patrice Quarteron
Ne doit pas être confondu avec le footballeur Patrice Carteron.
Pour les articles homonymes, voir Quarteron.
Patrice Quarteron, surnommé « le Rônin sombre » est un combattant français de muay-thaï né le 20 mars 1979 à Sevran. Il remporte le titre de Champion du monde IKF dans la catégorie des poids lourds en 2008.
En 2014, il se fait connaître à l'échelle mondiale à la suite de son combat planifié contre le kick-boxeur marocain Badr Hari.

## Biographie

### Formation
Il commence la boxe pieds-poings à 14 ans pour apprendre à se défendre contre les personnes qui l'agressaient à l'école en raison de sa corpulence.
Il s'entraîne d'abord à la boxe birmane, mais aussi au full-contact, au kick-boxing, à la boxe française et au muay-thaï qui est sa discipline favorite, qu'il juge la plus complète[réf. à confirmer].

### Parcours professionnel

#### Débuts amateurs
En 2004, il monte sur le ring pour la première fois à la suite d'un grave accident de son père en 2003. Ses premiers entraîneurs l'envoyaient dans des combats pour lesquels il n'était pas préparé ; ainsi, son premier combat contre le champion de France « pro » en kick-boxing s'est soldé par une défaite. Acclamé en montant sur le ring par ses camarades, il s'est vu insulté sur les murs de sa ville quelque temps après.
Il décide alors de gérer seul sa carrière en cherchant par lui-même des entraîneurs compétents. Peu expérimenté en compétition et recevant peu de propositions de combats, il est obligé de se préparer dans d’autres disciplines pour cumuler de l'expérience. Il affirme en interview : « Arrivé à 25 ans, si je n'avais fait que des combats en boxe thaï, je n'aurais combattu que deux fois par an, vu le faible nombre de propositions. » Ainsi, il combat en boxe française, full-contact et kick-boxing. Il obtient alors plusieurs titres en peu de temps dans plusieurs disciplines et passe sur Eurosport en full-contact contre Grégory Tony (en).
C'est sa rencontre avec Alain Zankifo qui change durablement sa boxe. Il dit lui-même[réf. à confirmer] : « Quand je suis arrivé chez « maître » Zankifo, il m'a cassé les jambes, je me suis demandé comment un mec pouvait arriver à faire ça, depuis plus personne ne m'a battu ». Entre le 16 décembre 2006 et le 18 avril 2009, Quarteron s'est exprimé dans quinze combats qu'il a remportés, dont quatorze par K.O. : il surclasse ainsi la plupart de ses adversaires tels Serguei Gur, Humberto Evora, fracturant même en 2008 le crâne du Polonais Marcin Różalski (pl) alors même que le Français était donné largement perdant.
Le 16 juin 2007 au Palais omnisports de Paris-Bercy, il annonce qu'il en a marre de boxer des « faire-valoir » et qu'il est prêt à combattre n'importe qui, comme les boxeurs Cheick Kongo ou Jérôme Le Banner.

#### Le combat buzz contre Badr Hari
Le 16 octobre 2014, le combat attendu face à Badr Hari à Dubaï est annulé. Quarteron dit avoir été contacté au dernier moment pour que le combat soit repoussé à l'été 2015 au Maroc, moyennant une somme d’argent, mais Quarteron aurait refusé. Les soutiens de Badr Hari allèguent que le combat a été annulé en raison du manque de professionnalisme de Quarteron.

#### Entre 2015 et 2017
En 2015, Patrice Quarteron, lui-même organisateur de l'événement, réussit le tour de force de ramener 5 000 personnes à la Halle Carpentier. Il remporte le combat contre le Bosniaque Dzevad Poturak en 20 secondes sur une série de coups de coudes.
En 2016, Patrice Quarteron est vaincu par Daniel Sam après sept ans d'invincibilité. Quelques jours plus tard, à bord de son véhicule, il est la cible de tirs dont il sort indemne. L'auteur de l'attentat n'est pas identifié. À la suite de cette défaite, le rappeur Booba (qui soutenait Daniel Sam), et Quarteron, s'affrontent par réseaux sociaux interposés et plateaux télévisés. Booba sort même un titre nommé d'après le boxeur britannique, Daniel Sam.
Le 14 décembre 2017, Patrice Quarteron gagne le combat face au Turc Sean Tolouee (boxeur amateur, en premier combat) à l'AccorHotels Arena, après avoir fait une entrée en hommage à Johnny Hallyday,,.

#### Annulation du combat contre Boughanem
À la suite de l'annonce d'un combat contre Yassine Boughanem par Phoenix FC le 15 septembre 2018, Patrice Quarteron et son équipe Paris Fight nient l'organisation d'un tel match.
En avril 2020, les deux boxeurs se chauffent régulièrement sur les réseaux sociaux.

## Statistiques

### Palmarès
- 2012 : Vainqueur du tournoi de thaï fight, rubrique « poids-lourds » (« King of Muay-thaï ») (Thaïlande)
- 2008 : Champion du monde de muay-thaï rubrique « poids-lourds » IKF (Jamaïque)
- 2007 : Champion d'Europe de kick-boxing (W.K.N.) World Kickboxing Network
- 2007 et 2009 : Champion du monde A1 World Combat Cup
- 2006 : Champion de France honneur de Boxe française
- 2004 : EMF/WMF Champion d'Europe de Boxe thaïlandaise amateur (91 kg)

### Combats
| Date       | Rés.  | Adversaire              | Lieu                                                             | Issue                     | R. | Tps.   |
| ---------- | ----- | ----------------------- | ---------------------------------------------------------------- | ------------------------- | -- | ------ |
| 2019-03-21 | Gagné | Diego Dos Santos        | Institut du judo                                                 | TKO (abandon)             | 2  | [ 18 ] |
| 2017-12-14 | Gagné | Sean Tolouee            | AccorHotels Arena                                                | TKO (Arrêt de l'arbitre)  | 2  |        |
| 2017-03-23 | Gagné | James Wilson            | Paris Fight, Halle Carpentier                                    | TKO (Arrêt du médecin)    | 1  | 0:30   |
| 2016-11-24 | Perdu | Daniel Sam              | Paris Fight, Halle Carpentier                                    | Décision                  | 3  |        |
| 2015-12-10 | Gagné | Dževad Poturak (en)     | Paris Fight, Halle Carpentier                                    | KO (Coups de coude)       | 1  | 0:20   |
| 2014-12-25 | Gagné | Zamig Athakishiyev (en) | OneShot World Series Antalya, Turquie                            | Décision (A l'unanimité)  | 3  | 3:00   |
| 2014-06-27 | Gagné | Wiesław Kwaśniewski     | Strike Fight Lyon, France                                        | KO                        | 2  |        |
| 2013-06-15 | Gagné | Luca Panto              | Evry, France Ultimate Kickboxing 3                               | KO                        | 3  |        |
| 2013-06-03 | Gagné | Cihat Kepenek           | Turquie Istanbul A-1 World Combat Cup                            | Décision (A l'unanimité)  | 3  | 3:00   |
| 2012-12-16 | Gagné | Dmytro Bezus (en)       | Thaï Fight (ja) - King of Muay Thai, Thaïlande                   | Décision (A l'unanimité)  | 3  | 3:00   |
| 2012-12-16 | Gagné | Andrei Gerasimchuk (en) | Thaï Fight (ja) - King of Muay Thai, Thaïlande                   |                           |    |        |
| 2012-11-17 | Nul   | Frédéric Sinistra       | La nuit du Kick Boxing, Liège, Belgique                          |                           | 3  |        |
| 2012-03-24 | Gagné | Frederic Sinistra       | Ultimate Kick Boxing 2                                           | TKO (Coup de coude)       | 1  | 1:17   |
| 2011-02-12 | Gagné | Radu Spinghel           | Ultimate Kick Boxing, Thiais, France                             | KO (Coup de genou)        | 1  |        |
| 2009-11-28 | Gagné | Bob Sapp                | A-1 World Combat Cup, Lyon, France                               | KO (Coup de genou)        | 1  |        |
| 2009-11-11 | Gagné | Andre Meunier           | A-1 World Combat Cup "Last Man Standing", Melbourne, Australie   | KO (Coup de coude)        | 2  |        |
| 2009-06-26 | Perdu | Paul Slowinski (en)     | International Muay Thai Fight Night, Montego Bay, Jamaïque       | KO (crochet court gauche) | 2  |        |
| 2009-04-18 | Gagné | Vasil Popovici          | Fight Zone III, Villeurbanne, France                             | KO                        | 1  | 0:30   |
| 2008-06-20 | Gagné | Rick Cheek              | International Muay Thai Fight Night, Montego Bay, Jamaïque       | KO (Low kicks)            | 1  | 2:00   |
| 2008-06-13 | Gagné | Humberto Evora          | Carcharias Fighting Championship, Perpignan, France              | TKO (Arrêt dans le coin)  | 1  | 0:30   |
| 2008-04-26 | Gagné | Daniel Marhold          | Fight Zone II, Villeurbanne, France                              | TKO (Low kicks)           | 1  | 2:00   |
| 2008-03-31 | Gagné | Chris Christoupoulides  | No Respect 4, Melbourne, Australie                               | TKO (Arrêt de l'arbitre)  | 1  |        |
| 2007-12-21 | Gagné | Sergei Arkhipov         | A-1 World Combat Cup, Turquie                                    | TKO (Arrêt dans le coin)  | 4  |        |
| 2007-10-12 | Gagné | Fabrice Aurieng         | A-1 World Combat Cup, Ankara, Turquie                            | KO (Coup de genou)        | 1  |        |
| 2007-07-20 | Gagné | Orhan Dogan             | A-1 World Combat Cup, Istanboul, Turquie                         | KO (Low kicks)            | 2  |        |
| 2007-07-14 | Gagné | Marcin Różalski (pl)    | A-1 World Combat Cup, Turquie                                    | TKO                       | 3  |        |
| 2007-06-16 | Gagné | Nash Ulardzic           | La Nuit des Superfights VIII, Paris-Bercy, France                | TKO (Arrêt de l'arbitre)  | 1  |        |
| 2007-05-29 | Gagné | Jordan Faribol          | Fight Zone I, Villeurbanne, France                               | TKO (Arrêt dans le coin)  | 1  |        |
| 2007-05-04 | Gagné | Ashwin Balrak           | K-1 Fighting Network Roumanie 2007, Bucarest, Roumanie           | Decision (A l'unanimité)  | 3  | 3:00   |
| 2007-02-10 | Gagné | Alix Kehil              | La Nuit des Superfights VI, Villebon, France                     | KO                        | 1  |        |
| 2007-01-26 | Gagné | Sergei Gur (en)         | Kick Tournament 2007 à Marseille, France                         | TKO                       | 3  |        |
| 2006-12-16 | Gagné | Brice Guidon            | La Nuit des Superfights V, Villebon, France                      | TKO (Arrêt de l'arbitre)  | 1  |        |
| 2006-05-20 | Perdu | Guy N'Guessan           | WAKO World title France                                          | TKO                       |    |        |
| 2006-03-10 | Gagné | Alban Galonnier         | WKN European GP 2006, Perpignan, France                          | TKO                       | 2  |        |
| 2006-03-10 | Gagné | Aurel Bococci           | WKN European GP 2006, Perpignan, France                          | TKO (Blessure au genou)   | 2  |        |
| 2005-11-26 | Perdu | Grégory Tony (en)       | La Nuit des Champions, WKBC Heavyweight title, Marseille, France | Décision (A l'unanimité)  | 5  | 2:00   |
| 2005-08-19 | Perdu | Attila Karacs           | K-1 Grand Prix de Hongrie 2005 à Debrecen, Hongrie               | KO (Punch)                | 1  | 2:45   |
| 2005-08-19 | Gagné | Sandor Kiss             | K-1 Grand Prix de Hongrie 2005 à Debrecen, Hongrie               | KO                        |    |        |
| 2005-06-04 | Gagné | Mamadou Camara          | Saint-Ouen, France                                               | KO                        | 1  | 0:50   |
| 2005-06-04 | Gagné | Din (hurricane)         | Saint-Ouen, France                                               | KO                        | 1  |        |
| 2005-05-28 | Gagné | Diego Massimongo        | "New Talents", Mouscron, Belgique                                | KO (Low kicks)            | 1  | 0:30   |
| 2004-12-03 | Perdu | Liros Dacosta           | WAKO-PRO Gala of the Champs, Lisbonne, Portugal                  | KO                        | 1  |        |
| 2004-10-24 | Gagné | Joze Strep              | WMF European Muay Thai title, République tchèque                 | KO                        | 1  | 1:30   |

## Autres activités

### Cinéma
Il apparaît comme acteur dans les films suivants :
- 2012 : Les Kaïra de Franck Gastambide
- 2015 : Les Portes du soleil de Jean-Marc Minéo
- 2016 : Pattaya de Franck Gastambide
- 2017 : Le Bureau des légendes d'Éric Rochant
- 2024 : Hyacinthe de Bernard Mazauric

Il figure également dans deux publicités pour la marque française L'Oréal.

### Engagements

#### Collaboration avec l'université d'Évry
Patrice Quarteron participe en 2012 aux recherches sur l'optimisation de la performance motrice avec Véronique Billat, directrice de l’unité de biologie intégrative des adaptations à l'exercice de l'INSERM, à l’Université d'Évry-Val-d'Essonne. L'objectif de la recherche est de trouver un programme d’entraînement adapté à la personne, quels que soient son niveau et le sport pratiqué, à l'aide d'instruments de mesure sophistiqués, et à raison de deux séances de 40 minutes par semaine au Génopole d'Évry. L'objectif est d'améliorer de 20 % en vingt séances les performances en accélération, en explosivité et en endurance, par une amélioration de la consommation maximale d'oxygène qui se répercute également sur la récupération et la lucidité.

#### Prises de position politiques et sociétales
Très actif auprès des jeunes, il combat le communautarisme, et entend présenter une image positive de sa ville et de son sport.
Bien qu'il ait reçu les soutiens du maire de Lavaur Bernard Carayon (Les Républicains) et de Florian Philippot, président des Patriotes, il refuse de se positionner politiquement.
En 2016, le sportif réalise une performance artistique avec Mathias Kiss au Palais de Tokyo. Cette performance axée sur le thème de la boxe thaïe s'inscrit dans son combat contre le communautarisme.
En 2017, après une victoire en boxe muay-thaï, il s'est drapé dans les couleurs du drapeau de la France. À l'occasion, sur les réseaux sociaux, certains l'ont qualifié de « facho », mais aussi de « bounty » et de « traître ». À cela, il répond : « Quand vous portez un drapeau d'un pays où vous ne vivez pas, on vous dit « Bravo, j'adore, c'est courageux, c'est un signe d'ouverture ». Quand on porte le drapeau du pays dans lequel vous vivez, où vous payez vos impôts, avec lequel vous souffrez, aimez, combattez, on vous dit : « T'es un chien, un putain de facho ». Je porte mon drapeau fièrement. Et j'emmerde les fils de putes qui préfèrent se sentir Américains, Marocains, Russes, etc. tout ça parce qu'ils vont en vacances une semaine dans un autre pays et reviennent en se sentant étrangers à leur propre pays. Soyez patriotes et reconnaissants. Vous devez tout à la France. »
Ayant vécu au quartier populaire de la Grande Borne à Grigny, il raconte : « Dans la cité, j'ai vu petit à petit les jeunes se regrouper par communautés. Ça m'était insupportable. » Il dit s'être sorti de ce climat « plutôt hostile » grâce à la boxe et aux personnes rencontrées au début de sa carrière : « Heureusement, grâce au sport, je sortais un peu de ma cité et j'étais aidé par des gens, notamment un [...] qui était blanc et flic ».
En janvier 2018, après le lynchage de deux policiers à Champigny-sur-Marne, Patrice Quarteron publie une vidéo sur son compte Twitter en dénonçant violemment les agresseurs et le silence complice de ceux qui filmaient l'agression, et valorise le professionnalisme de la police française.
Le 12 janvier 2018, invité sur le plateau d'une émission de CNews, il s'insurge contre la vision angélique de la banlieue du directeur de la rédaction et de la publication de Libération Laurent Joffrin, également invité, évoquant notamment l'attentat contre Charlie Hebdo : « Ça m’énerve, le problème est que vous n’avez jamais vécu dans une cité, merde ». Par la suite, Joffrin reconnaît sur le plateau :« Je viens de lire un livre de deux journalistes du Monde sur Trappes. Je ne suis pas de la cité, j’habite au centre de Paris, je n'ai pas qualité à parler ». Quarteron ajoute : « 90 % des gens avec qui je parlais disaient « Fuck Charlie », alors que je leur disais : « Attends, il y a des gens qui ont été assassinés, donc c’est disproportionné ». Et je voyais qu’ils restaient sur leurs positions. Il n’y a pas d'autre mot, vous êtes des crapules », puis de conclure : « Cette mentalité, je la connais depuis tout petit et ça m’agace. »
Dans une interview accordée au Parisien en juillet 2020, Patrice Quarteron estime que le mouvement Black Lives Matter n'a « aucun intérêt » et que « le problème, ce n’est pas la discrimination ou le racisme » mais le manque de moyen dans l'éducation nationale où « un jeune sur deux issu des quartiers sort sans diplôme ».